# Ungod (Stabbing-Westward-Album)
Ungod ist das 1994 erschienene Debütalbum der US-amerikanischen Metal-Band Stabbing Westward.

## Entstehung
Die Ur-Bandmitglieder lernten sich zwischen 1983 und 1985 an der Western Illinois University in Macomb beziehungsweise in Chicago kennen. Es dauerte jedoch noch ein paar Umbesetzungen, bis eine erste feste Besetzung stand. Keyboarder Walter Flakus erklärte: „Ungod ist das Ergebnis der Symbiose von fünf Leuten, die alle dieselbe Art von Musik machen wollten, obwohl sie aus unterschiedlichen Richtungen kommen.“ Flakus war auch der Namensgeber: Seine Zufalls-Wortkombination „Stabbing Westward“ fand Zustimmung. Lange Zeit konnte Stabbing Westward kein Album aufnehmen, deshalb waren, als die Band Anfang der 1990er Jahre Showcases vor Vertretern der Plattenfirmen spielte, einige Songs bereits vier oder fünf Jahre alt. Diese zu Industrial-Rhythmen tendierenden (nämlich Trommeln auf klingenden und scheppernden Gegenständen nach Art der Einstürzenden Neubauten) Titel landeten dann neben neueren Kompositionen mit mehr Akzent auf der Gitarre auf dem 1993 für das Major-Label Columbia Records eingespielten Ungod. Für die Produktion konnte John Fryer (Nine Inch Nails, Cocteau Twins) gewonnen werden. Erschienen ist Ungod Anfang Februar 1994. Der deutsche Vertrieb Sony Music lud im Mai 1994 Pressevertreter zu einem Showcase in den Frankfurter Szeneclub Nachleben ein. Der Musikclip zur Vorab-Single Violent Mood Swings lief da bereits im Musikfernsehen.

## Stil
Robert Müller vom Metal Hammer schrieb: „Ungod ist schon eine sehr interessante Mischung der mörderisch-analytischen Präzision des maschineninspirierten Industrial-Sounds und reiner Emotionalität, die geschickt in Klänge gekleidet wurde.“ Für Volker Banasiak von Visions besitzt das Album „destruktive Empfindungen“ wie auch „musikalischen Glanz“. Weiter schrieb er: „Der gemeinen Kälte des Industrial-Korsetts fügte die Combo harte Gitarrenriffs bei, und Christopher addierte sein Seelenleben hinzu – in den allerschönsten Schwarztönen.“ Die MusikWoche meinte, das Album hebe sich mit ihrem durch „einige wenige Ruhezonen“ unterbrochenen „explosiven Alternative-Rock-Gemisch“ vom Einheits-Industrial ab. Bang!-Redakteur Schlenter fielen zunächst die „elektroindustrialisierten Einleitungsgeräusche[n] zu jedem Titel“ und der „psychobrachiale Industrial-Techno-Core“ auf. Im darauffolgenden Heft differenzierte er die Darbietung: „Mal ist sie voller Zorn, dann jazzy beschwingt, löst sich auf in peinvolle [sic] Crescendi – läßt einem wirklich keine Wahl, als aus dem Fenster zu sehen, um zu überprüfen, ob man eigentlich noch real ist. Diese Musik ist reiner Exzess, ist der Wahnsinn aus düster schreienden Seelen, klagt aus der Dunkelheit und läßt das Gehirn einfrieren.“ Zu denen, die den Industrial weniger betonten, gehört der für EB/Metronom schreibende Daniel Scotti. Sein Resümee: „Fette Produktion, hypnotisierende Ethno-Percussion, phantasievolle, atmosphärische Keyboards, exzessiver Gesang und Ambient-ähnliche Gitarren prägen ihre Songs, deren wahre Größe und Tiefe erst richtig zu erkennen ist, wenn man sich mit dem Werk intensiv auseinandersetzt.“
Die Internet-Musikplattform Allmusic rechnet Ungod zum Industrial- und Alternative-Genre. Auf Industrial Metal festgelegt hat sich die Website Spirit of Metal. Rock-Hard-Autor Marcus Schleutermann nannte den Stil Tribal-Industrial-Rock. Sein Redaktionskollege Markus Kavka hatte den Eindruck, dass Stabbing Westward mit diesem Album „vor den großen Vorbildern Killing Joke“ in die Knie gegangen sei. laut.de sah Ungod „musikalisch irgendwo zwischen Ministry, Killing Joke, Nine Inch Nails und Therapy?“. Frontmann Christopher Hall selbst gab Einflüsse von Killing Joke und Ministry an. Wolfgang Schäfer vernahm „[e]ine musikalische Nähe zu Acts wie Therapy“ und legte im Rock Hard auch dar, worin der Unterschied zu „Bands wie Skrew oder Skin Chamber“ besteht. In der Rock-Hard-Enzyklopädie ist zu lesen, das Klangbild beinhalte „Metal, Wave und Industrial“, sei aber durch Tribal-Elemente grooviger als bei Nine Inch Nails, Ministry usw. Christian Schlage vom Intro meinte, Ungod weise eine Industrial-Nähe auf, sei aber mit mehr „Melodiösität“ ausgestattet und das „Tribal-Drumming“ rücke die Band dann auch mehr in Richtung Tribe After Tribe. „Trotz des spürbaren Zorns und elektronischer Elemente bei Stabbing Westward, fällt es schwer, ihre Musik als Industrial zu bezeichnen. Ihre Betonung liegt klar auf eingängigen Melodien und eher traditionellen Rocksong-Strukturen, und damit widersprechen sie dieser Einordnung“, erläuterte der Rezensent Daniel Scotti. Gründungsmitglied Walter Flakus erwies sich ebenfalls nicht als Anhänger einer solchen Zuordnung: „Immerhin machen wir unseren Sound schon um einiges länger als Kategorien wie ‚Industrial Metal‘ oder ähnliches existieren.“
Schlagzeuger David Suycott, der selbst keine Texte beigesteuert hatte, äußerte sich zum Inhalt der Lieder allgemein: „Wir beschreiben unsere direkte Nähe, unsere direkte Nachbarschaft – und das sind wirklich manchmal Albträume.“ Walter Flakus ging genauer darauf ein: „Die Texte behandeln den Seelenzustand des Verlassenwerdens.“ Der typische Verarbeitungsablauf sei anfängliche Wut, die in Traurigkeit übergehe und schließlich in Depression münde. Carrie Borzillo umriss im Billboard das Wesen der Texte tendenziell als „Boy-loses-girl, then boy-takes-Prozac“-Oberflächlichkeiten.

## Titelliste
1. Lost – 3:21 (Hall, Suycott, Zechman)
2. Control – 3:39 (Hall, Zechman)
3. Nothing – 4:50 (Hall, Zechman)
4. ACF – 4:43 (Hall, Zechman)
5. Lies – 4:44 (Flakus, Hall, Sellers, Suycott, Zechman)
6. Ungod – 7:43 (Hall, Zechman)
7. Throw – 5:24 (Hall, Zechman)
8. Violent Mood Swings – 5:10 (Flakus, Hall, Sellers, Suycott, Zechman)
9. Red on White – 5:20 (Zechman)
10. Can’t Happen Here – 8:09 (Flakus, Hall, Sellers, Suycott, Zechman)

## Rezeption
Schlenter verwendete die Adjektive „begnadet“ für die mit künstlerischem Raffinement und handwerklichem Können ausgestatteten Musiker und „genial“ für ihre Musik. Marcus Schleutermann bezeichnete Ungod einmal als „Meisterwerk“, ein anderes Mal als „grandios“. „Die emotionale Intensität ihres Debüts war umwerfend“, schrieb rückblickend Claudio Flunkert im Horror Infernal. Und auch sein Kollege Daniel Niewerth bekannte noch Jahre später, dass Ungod zu seinen Lieblingsalben zähle. Wolfgang Schäfer gefiel das Album „verdammt gut“, da sich bei ihm nach mehreren Durchläufen das Ohrwurmphänomen einstellte. Im Auftrag des Rock Hard vergab er 8 von 10 möglichen Punkten. Tom Demalon rezensierte das Album für Allmusic und befand, dass sich die einzelnen Stücke kaum voneinander unterscheiden. Eingängige Melodien, unterlegt von Ethno-Getrommel und schrillen Gitarren erzeugen seiner Meinung nach aber zumindest eine durchgängige Stimmung. Er hob die „pochende Bassline“ von Control und das markante Gitarrenriff von Nothing hervor und sah in der Aggressivität von Lies eine Nähe zu White Zombie. Ob die Ungod durchdringende Verbitterung als kathartisch oder im Elend suhlend empfunden werde, hänge vom individuellen Geschmack ab. Ihm war das Gebotene 2,5 von 5 möglichen Punkten wert. Bei Spirit of Metal stehen 15 von 20 möglichen Punkten zu Buche. Im vom Rock Hard 2005 herausgegebenen Buch Best of Rock & Metal. Die 500 stärksten Scheiben aller Zeiten wurde Ungod auf Rang 425 gelistet.